# Canton de Sauve
Le canton de Sauve est une ancienne division administrative française du département du Gard, dans l'arrondissement du Vigan.

## Composition
| Nom                                 | Code Insee | Intercommunalité      | Superficie (km2) | Population (dernière pop. légale) | Densité (hab./km2) |
| ----------------------------------- | ---------- | --------------------- | ---------------- | --------------------------------- | ------------------ |
| Sauve (chef-lieu)                   | 30311      | CC du Piémont Cévenol | 31,56            | 1 970 (2014)                      | 62                 |
| Canaules-et-Argentières             | 30065      | CC du Piémont Cévenol | 10,06            | 379 (2014)                        | 38                 |
| Durfort-et-Saint-Martin-de-Sossenac | 30106      | CC du Piémont Cévenol | 16,28            | 707 (2014)                        | 43                 |
| Fressac                             | 30119      | CC du Piémont Cévenol | 5,89             | 208 (2014)                        | 35                 |
| Logrian-Florian                     | 30150      | CC du Piémont Cévenol | 8,58             | 273 (2014)                        | 32                 |
| Puechredon                          | 30208      | CC du Piémont Cévenol | 8,08             | 34 (2014)                         | 4,2                |
| Saint-Jean-de-Crieulon              | 30265      | CC du Piémont Cévenol | 5,57             | 239 (2014)                        | 43                 |
| Savignargues                        | 30314      | CC du Piémont Cévenol | 2,77             | 238 (2014)                        | 86                 |
| Saint-Nazaire-des-Gardies           | 30289      | CC du Piémont Cévenol | 11,29            | 80 (2014)                         | 7,1                |

## Histoire
- De 1833 à 1848, les cantons de Quissac et de Sauve avaient le même conseiller général. Le nombre de conseillers généraux était limité à 30 par département[1].

## Représentation

### Conseillers d'arrondissement
- 1833-1836 : ? Mathieu neveu (négociant à Durfort)[2]
- 1836-1842 : Édouard de Pelet , propriétaire à La Rouvière, commune de Logrian[3]
- 1842-1844 : Ernest de La Bruguière, propriétaire à Anduze[4]
- 1844-1848 : Louis Clauzel, maire de Sauve[5]
- 1848-1852 : Maurice d'Adhémar[6]
- 1852-1858 : Adolphe Valette[7]
- 1858-1864 : Auguste Bros (maire de Puechredon)
- 1870-1871 : ? Roussel[8]
- 1871-1880 : Henry Tholozan[9]
- 1880-1886 : Rodolphe Dumas[9]
- 1886-1889 : Eugène Conduzorgues[9], géomètre, maire de Sauve
- 1889-1894 : Édouard Simard[9], radical, négociant, voyageur de commerce
- 1894-1898 : Henri Perrier[9]
- 1898-1901 : Casimir Plantier (socialiste fédéré), maire de Canaules[10]
- 1910[11]-1917[12] : Louis Sujol (PRS)[9], propriétaire à Logrian
- 1919[13]-1922 : Edgar Dorthes (républicain)
- en 1922 : M. Désir (Rad.ind.)[14]
- 1934[15]-1940 : Henri Ducros (SFIO, habitant Durfort)[9]

## Photo du canton

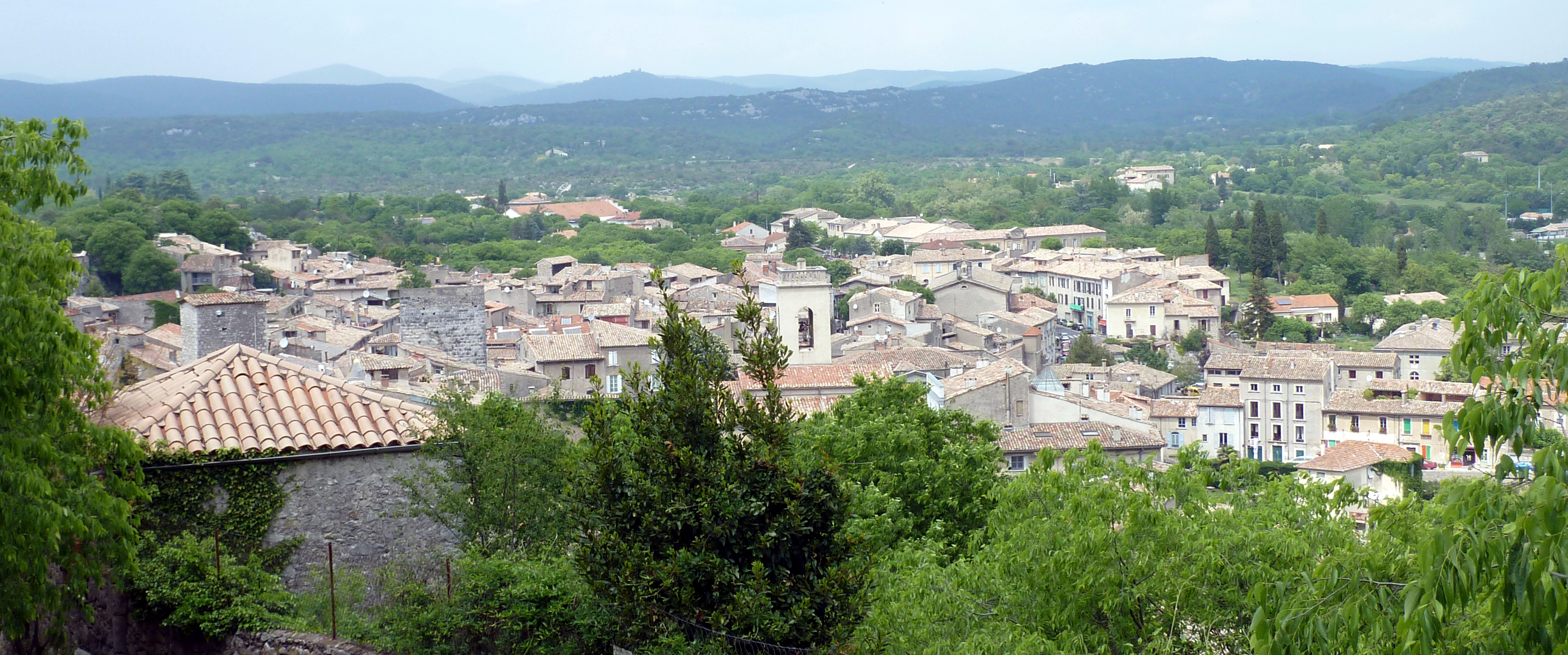
Sauve

### Conseillers généraux
| Période | Période                   | Identité                                        | Étiquette    | Qualité |
| ------- | ------------------------- | ----------------------------------------------- | ------------ | --- |
| 1833    | 1842                      | Casimir Coste (1799-1870)                       |              | Propriétaire à Cannes-et-Clairan, avocat à Nîmes |
| 1842    | 1844 (décès)              | Louis Frédéric Boileau de Castelnau (1770-1844) |              | Ancien chef de bataillon d'artillerie Propriétaire du château du Patron Maire de Brouzet |
| 1844    | 1848                      | Antoine Ernest Rodier de Labruguière            |              | Propriétaire à Anduze, conseiller d'arrondissement |
| 1848    | 1875 (décès)              | Ernest Roussel                                  |              | Substitut au Vigan puis Procureur à Carpentras, Orange puis conseiller à la Cour Impériale de Nîmes |
| 1875    | 1877                      | Albert Rivet (1844-1902)                        | Droite       | Propriétaire du château de Vibrac à Durfort, ainsi qu'à Sauve et à Nîmes |
| 1877    | 1889                      | Léopold Cabane                                  | Républicain  | Propriétaire du château de Florian, à Logrian |
| 1889    | 1894 (décès)              | Eugène Conduzorgues                             |              | Géomètre, maire de Sauve (1884-1894), conseiller d'arrondissement |
| 1894    | 1901                      | Édouard Simard                                  | Socialiste   | Négociant, voyageur de commerce, conseiller d'arrondissement |
| 1901    | 1907                      | Casimir Plantier                                | SFIO         | Propriétaire-vigneron Maire de Canaules |
| 1907    | 1925                      | Paul Gachon (1854-1929)                         |              | Doyen de la Faculté des Lettres de Montpellier, né à Sauve |
| 1925    | 1941 (démission d'office) | Georges Bruguier                                | SFIO         | Journaliste Sénateur (1924-1945) Révoqué par le Gouvernement de Vichy |
|         |                           |                                                 |              | |
| 1942    | 1945                      | Alexandre Durand                                |              | Maire de Canaules Nommé conseiller départemental en 1942 |
|         |                           |                                                 |              | |
| 1945    | 1951                      | Georges Bruguier                                | SFIO         | Journaliste Sénateur (1924-1945) Député (1945-1946) Président du conseil général (1945-1951) |
| 1951    | 1970                      | Georges Martin                                  | PCF          | Maire de Sauve (1965-1971) |
| 1970    | 1997 (démission)          | Claude Pradille                                 | SFIO puis PS | Restaurateur Sénateur (1988-1997) Maire de Sauve (1988-1995) Vice-président du conseil général |
| 1997    | 2008                      | Louis Caucanas                                  | DVG puis PS  | Viticulteur Maire de Durfort-et-Saint-Martin-de-Sossenac (1983-2001) |
| 2008    | 2015                      | Olivier Gaillard                                | PS           | Fonctionnaire Adjoint au maire de Sauve Vice-président du conseil général Ancien président de la communauté de communes Coutach Vidourle Président de la Communauté de communes du Piémont cévenol depuis 2012 |

## Démographie
| 1962  | 1968  | 1975  | 1982  | 1990  | 1999  | 2006  | 2011  | 2012  |
| ----- | ----- | ----- | ----- | ----- | ----- | ----- | ----- | ----- |
| 2 838 | 2 770 | 2 592 | 2 724 | 3 096 | 3 345 | 3 757 | 4 047 | 4 104 |